# Synagoga w Bodzentynie
Synagoga w Bodzentynie – zbudowana w latach 1927–1929 na miejscu starej synagogi przy ulicy Bożniczej (obecnie ulica Wesoła przy skrzyżowaniu z ulicą Czystą). W 1931 roku na czele tutejszego okręgu bóżniczego stał Herszka Szwarc. Podczas II wojny światowej hitlerowcy zniszczyli synagogę.
Murowany, kryty gontem budynek synagogi wzniesiono na planie prostokąta.